# Sichenhausen
Sichenhausen ist ein Stadtteil von Schotten im mittelhessischen Vogelsbergkreis.

## Geographie
Der Ort liegt am Südhang des Vogelsberges. Nahe dem Ort im Oberwald entspringt die Nidder. Oberhalb des Dorfes liegt der Ernstberg, ein Naturschutzgebiet, in dem seltene Pflanzen- und Tierarten beheimatet sind. Er ist ein beliebter Punkt für Touristen, da man dort bei klarem Wetter bis nach Frankfurt am Main und in den Taunus sehen kann.

## Geschichte

### Ersterwähnung und Ortsname
Die älteste bekannte schriftliche Erwähnung von Sichenhausen erfolgte am 7. April 1335 unter dem Namen Sychenhusen, wobei sich die Urkunde auf das alte Sichenhausen bezieht, das nordöstlich des heutigen Ortes lag.
In der Gemarkung des heutigen Sichenhausen befanden sich im Hochmittelalter auch die Ortschaften Eigelshain und Enkharts, die zu Wüstungen wurden. Alt-Sichenhausen wurde 1555 als wüst bezeichnet. Der neue Ort wurde erstmals am 11. August 1572 nachgewiesen.
Der Ortsname Sichenhausen wird bisher gedeutet als „zu den Haus Häusern eines Sigo, eines Sicho.“
Die Endung „hausen“ bedeutet mittelhochdeutsch eigentlich „zi den husen“, das heißt zu den Häusern. Alt-Sichenhausen bestand also früher als die umliegenden Orte mit den Endungen „hain“ und „rod“. Der Grund für diese frühe Ansiedlung in dieser Höhenlage des rauen, unwirtlichen Vogelsberges ist nur mit der Bedeutung seiner Lage zu erklären.
Eine alte Fernstraße führte einst durch die Gemarkung und überquerte die Höhen des Vogelsberges. Diese „rechte Nidderstraße“ soll der Weg gewesen sein, den der Leichenzug von Bonifatius im Sommer 754 von Mainz nach Fulda nahm.

### Siedlungsgeschichte von Sichenhausen
Ähnlich wie ein anderer Schottener Stadtteil, nämlich Michelbach, hat Sichenhausen eine besondere Siedlungsgeschichte. Beide Orte sind aus Wüstungen im 15. und 16. Jahrhundert neu hervorgegangen. Sichenhausen und die Wüstungen Eigelshain und Enkharts wurden bereits im 19. Jahrhundert gründlich untersucht.
Das Dorf „Eygelshain“ wurde 1289 erstmals erwähnt. Im Siedlungsgebiet wurden Reste mittelalterlicher Eisenhütten gefunden. „Eigilshain“ wird noch einmal 1436 erwähnt. Seit 1555 ist der Ort wie auch Alt-Sichenhausen wüst.
Die Gemarkung des heutigen Sichenhausen umfasst die Gemarkungen von Alt-Sichenhausen und Enkharts und stößt nördlich an die ehemaligen Grenzen von Eigelshain. Der große Zehnte der „alten Felder“ fiel an die Kirche Herchenhain. Zu dieser Kirche gehörten Sichenhausen und Hartmannshain als Filialen.
Am 11. August 1335 versprach Hermann von Lißberg, Conrad III. von Trimberg Schotten und die drei Teile von Sichenhausen, die Conrad ihm für 500 Pfund Heller verpfändet hatte, nach zehn Jahren zurückzugeben. Die Rückgabe kann auch an Gottfried von Eppenstein dem Jüngeren erfolgen. 1389 kaufte Friedrich von Lißberg von Eberhard I. von Eppenstein für 503 Gulden u. a. das Dorf „Siechenhausen“ und die Wüstung „Engelshein.“
1572 verzichtete Graf Ludwig zu Stolberg-Königstein auf alle Ansprüche an den Dörfern „Eigelshain“, „Enkers“ und Sichenhausen gegenüber Landgraf Ludwig IV. von Hessen-Marburg.
Eckards gehörte wie Burkhards, Busenborn, Eichelsachsen, Eschenrod, Hartmannshain, Herchenhain, Kaulstoß, Sichenhausen und Wingershausen zum Gericht Burkhards. Am 21. April 1303 gab Werner von Lißberg dem Ritter Johann von Linden Güter „zu deme Eckehardis“ als Eigentum, die Johann vorher als Lehen von Werner hatte. Dafür gab Johann einen Mansus zu Unter-Widdersheim.
In Steuerlisten werden 1555 für „Enckarz“ die gleichen Namen und Abgaben wie für Sichenhausen 1578 genannt. Das bedeutet, dass beide Orte identisch waren. Enckarz/Sichenhausen bestand 1555 aus 16 Häusern, in denen 17 Familien wohnten. Außerdem gab es ein Hirtenhaus, zwei Mahlmühlen und eine Schleifmühle.

### Weitere Geschichte
Seit dem Mittelalter gehört Sichenhausen kirchlich zu Herchenhain.
Im Dreißigjährigen Krieg wurde das Dorf sehr in Mitleidenschaft gezogen. 1635 starben 85 Einwohner an der Pest.
Im 18. Jahrhundert wurde eine Schule errichtet. Sie steht noch heute in der Ortsmitte, wurde allerdings seit 1905 nicht mehr als Schule genutzt, da man einen Neubau errichtete. Dieser wurde 1972 umgebaut und dient heute als Dorfgemeinschaftshaus.
In Sichenhausen und Schotten begingen die Räuber Nicolaus Vierheller aus Kaulstoß und Jakob Heinrich Vielmetter, vulgo Jacob Heinrich, um 1810 zwei Diebstähle. Der Räuber Vielmetter wurde als eigentlicher Kopf der Wetterauer Bande angesehen. Mit dem Schweinehirten Heinrich Fischer aus Sichenhausen beging Vielmetter in der Nacht vom 9. zum 10. März 1799 einen Tuch-Diebstahl in Schotten.
Die Statistisch-topographisch-historische Beschreibung des Großherzogthums Hessen berichtet 1830 über Sichenhausen:

„Sichenhausen (L. Bez. Schotten) evangel. Filialdorf; liegt im Vogelsberg an der Nidder, 2 St. von Schotten, hat 76 Häuser und 445 Einwohner, die alle evangelisch sind. – Von Sichenhausen verpfändete, 1335, Kuno von Trimberg 3 Theile, nebst dem Gericht Schotten, um 500 Pfund Heller, an Hermann von Lißberg, und 1389 wurde der Ort, mit andern Gütern, von Eberhard von Eppenstein an Friedrich von Lißberg wiederkäuflich veräußert.“

1840 hatte das Dorf 517 Einwohner. Durch Missernten, Auswanderung nach Amerika oder den Weggang von jungen Leuten aufgrund der schlechten wirtschaftlichen Situation nahm die Einwohnerzahl danach sehr schnell ab. Nur 24 Jahre später lebten nur noch 368 Einwohner in Sichenhausen. Im Jahre 1909 betrug die Einwohnerzahl nur noch 281. Dieser Wert hat sich bis heute in etwa gehalten.
Bis zum Zweiten Weltkrieg war die Bevölkerung sehr arm. Aufgrund des Klimas waren der Ackerbau und die Viehzucht nicht lohnend. „Besonders unfruchtbar sind die rauhen Gegenden von Herchenhain, Hartmannshain, Sichenhausen …“ Obstbäume gab es 1830 keine und auch keine Winterfrucht. Die Bevölkerung wusste sich aber zu helfen durch das Herstellen von Besen und Schanzenkörben, die von Hausierern vertrieben wurden.
In den beiden Kriegen des 20. Jahrhunderts kamen insgesamt 34 Menschen aus Sichenhausen ums Leben.
Im Dorf gab es einst einen Fußballverein. Der Spielbetrieb wurde aber wieder eingestellt und der Verein schloss sich der Spielgemeinschaft Burkhards an. Der ehemalige Sportplatz dient heute als Gewerbefläche für einen Forstbetrieb.
Ende Mai 2016 ergossen sich an einem Wochenende aufgrund von starken Regenfällen gleich drei Schlammlawinen über den nordwestlichen Teil des Dorfes. Insgesamt waren sieben Haushalte davon betroffen, darunter das Bürgerhaus. Ein Haus war bis auf weiteres unbewohnbar. In den Wochen und Monaten danach waren die Bürger mit den Aufräum- und Renovierungsarbeiten beschäftigt. Die Stadt Schotten richtete für die betroffenen Haushalte ein Spendenkonto ein und es wurden einige bauliche Maßnahmen getroffen.
Hessische Gebietsreform (1970–1977)
Sichenhausen war bis zum 31. Dezember 1971 eine eigenständige Gemeinde und gehörte zum Landkreis Büdingen. Im Zuge der Gebietsreform in Hessen wurde zum 31. Dezember 1971 gemeinsam mit den Orten Kaulstoß und Burkhards in die Stadt Gedern im Wetteraukreis eingegliedert. Die Stadt Gedern sollte ursprünglich dem neuen Vogelsbergkreis angehören. Gedern entschied sich allerdings für den Wetteraukreis. Als sich zeigte, dass diese im Wetteraukreis verbleiben wollte, wurden die Vogelsbergorte Burkhards, Kaulstoß und Sichenhausen am 1. August 1972 durch Landesgesetz in die Stadt Schotten, die in den Vogelsbergkreis wechselte, umgemeindet. Für den Stadtteil Sichenhausen wurde ein Ortsbezirk errichtet.

### Verwaltungsgeschichte im Überblick
Die folgende Liste zeigt die Staaten und Verwaltungseinheiten, denen Sichenhausen angehört(e):
- Vor 1450: Heiliges Römisches Reich, Grafschaft Ziegenhain, Amt Nidda, Gericht Burkhards
- 1450–1495: Erbstreit zwischen der Landgrafschaft Hessen und den Grafen von Hohenlohe
- ab 1450: Heiliges Römisches Reich, Landgrafschaft Hessen, Amt Nidda, Gericht Burkhards[28]
- ab 1567: Heiliges Römisches Reich, Landgrafschaft Hessen-Marburg, Amt Nidda, Gericht Burkhards[29]
- 1604–1648: Heiliges Römisches Reich, strittig zwischen Landgrafschaft Hessen-Darmstadt und Landgrafschaft Hessen-Kassel (Hessenkrieg)
- ab 1604: Heiliges Römisches Reich, Landgrafschaft Hessen-Darmstadt, Oberfürstentum Hessen, Amt Nidda, Gericht Burkhards[30]
- 1787: Heiliges Römisches Reich, Landgrafschaft Hessen-Darmstadt, Regierungsbezirk Gießen, Amt Nidda und Lißberg, Gericht Burkhards[31]
- ab 1806: Großherzogtum Hessen,[Anm. 2] Fürstentum Oberhessen, Amt und (seit 1803) Gericht Lißberg[32][33]
- ab 1815: Großherzogtum Hessen, Provinz Oberhessen, Amt Lißberg[34]
- ab 1821: Großherzogtum Hessen, Provinz Oberhessen, Landratsbezirk Schotten[35][Anm. 3]
- ab 1832: Großherzogtum Hessen, Provinz Oberhessen, Kreis Nidda
- ab 1848: Großherzogtum Hessen, Regierungsbezirk Nidda
- ab 1852: Großherzogtum Hessen, Provinz Oberhessen, Kreis Schotten
- ab 1867: Norddeutscher Bund, Großherzogtum Hessen, Provinz Oberhessen, Kreis Schotten
- ab 1871: Deutsches Reich, Großherzogtum Hessen, Provinz Oberhessen, Kreis Schotten
- ab 1918: Deutsches Reich, Volksstaat Hessen, Provinz Oberhessen, Kreis Schotten
- ab 1938: Deutsches Reich, Volksstaat Hessen, Landkreis Büdingen[36][Anm. 4]
- ab 1945: Deutsches Reich, Amerikanische Besatzungszone,[Anm. 5] Groß-Hessen, Regierungsbezirk Darmstadt, Landkreis Büdingen
- ab 1946: Deutsches Reich, Amerikanische Besatzungszone, Hessen, Regierungsbezirk Darmstadt, Landkreis Büdingen
- ab 1949: Bundesrepublik Deutschland, Hessen, Regierungsbezirk Darmstadt, Landkreis Büdingen
- ab 1971: Bundesrepublik Deutschland, Hessen, Regierungsbezirk Darmstadt, Landkreis Büdingen, Stadt Gedern
- ab 1972: Bundesrepublik Deutschland, Hessen, Regierungsbezirk Darmstadt, Vogelsbergkreis, Stadt Schotten
- ab 1981: Bundesrepublik Deutschland, Hessen, Regierungsbezirk Gießen, Vogelsbergkreis, Stadt Schotten

### Gerichte seit 1803
In der Landgrafschaft Hessen-Darmstadt wurde mit Ausführungsverordnung vom 9. Dezember 1803 das Gerichtswesen neu organisiert. Für die Provinz Oberhessen wurde das Hofgericht Gießen als Gericht der zweiten Instanz eingerichtet. Die Rechtsprechung der ersten Instanz wurde durch die Ämter bzw. Standesherren vorgenommen und somit war für Sichenhausen das Amt Lißberg zuständig. Nach der Gründung des Großherzogtum Hessen 1806 wurden die Aufgaben der ersten Instanz 1821–1822 im Rahmen der Trennung von Rechtsprechung und Verwaltung auf die neu geschaffenen Land- bzw. Stadtgerichte übertragen. Sichenhausen fiel in den Gerichtsbezirk des „Landgerichts Schotten“.
Anlässlich der Einführung des Gerichtsverfassungsgesetzes mit Wirkung vom 1. Oktober 1879, infolge derer die bisherigen großherzoglichen Landgerichte durch Amtsgerichte an gleicher Stelle ersetzt wurden, während die neu geschaffenen Landgerichte nun als Obergerichte fungierten, kam es zur Umbenennung in „Amtsgericht Schotten“ und Zuteilung zum Bezirk des Landgerichts Gießen.
Mit Wirkung zum 1. Juli 1968 erfolgte die Auflösung des Amtsgerichts Schotten und Sichenhausen kam zum Gerichtsbezirk des Amtsgerichts Nidda. Zum 1. Januar 2012 wurde auch das Amtsgericht Nidda gemäß Beschluss des hessischen Landtags aufgelöst und Sichenhausen dem Amtsgericht Büdingen zugeteilt.

## Bevölkerung

### Einwohnerstruktur 2011
Nach den Erhebungen des Zensus 2011 lebten am Stichtag dem 9. Mai 2011 in Sichenhausen 207 Einwohner. Darunter waren 3 (1,4 %) Ausländer. Nach dem Lebensalter waren 24 Einwohner unter 18 Jahren, 81 zwischen 18 und 49, 60 zwischen 50 und 64 und 39 Einwohner waren älter. Die Einwohner lebten in 87 Haushalten. Davon waren 21 Singlehaushalte, 30 Paare ohne Kinder und 27 Paare mit Kindern, sowie 6 Alleinerziehende und 3 Wohngemeinschaften. In 21 Haushalten lebten ausschließlich Senioren und in 84 Haushaltungen lebten keine Senioren.

### Einwohnerentwicklung
| • 1791: | 357 Einwohner                      |
| • 1800: | 357 Einwohner                      |
| • 1806: | 438 Einwohner, 72 Häuser           |
| • 1829: | 445 Einwohner, 76 Häuser           |
| • 1867: | 362 Einwohner, 70 bewohnte Gebäude |
| • 1875: | 364 Einwohner, 99 bewohnte Gebäude |

| Sichenhausen: Einwohnerzahlen von 1791 bis 2020 | Sichenhausen: Einwohnerzahlen von 1791 bis 2020 | Sichenhausen: Einwohnerzahlen von 1791 bis 2020 | Sichenhausen: Einwohnerzahlen von 1791 bis 2020 | Sichenhausen: Einwohnerzahlen von 1791 bis 2020 |
| --- | ----------------------------------------------- | ----------------------------------------------- | ----------------------------------------------- | ----------------------------------------------- |
| Jahr |                                                 |                                                 |                                                 | Einwohner                                       |
| 1791 | 1791                                            |                                                 | 357                                             | 357                                             |
| 1800 | 1800                                            |                                                 | 357                                             | 357                                             |
| 1806 | 1806                                            |                                                 | 438                                             | 438                                             |
| 1829 | 1829                                            |                                                 | 445                                             | 445                                             |
| 1834 | 1834                                            |                                                 | 470                                             | 470                                             |
| 1840 | 1840                                            |                                                 | 436                                             | 436                                             |
| 1846 | 1846                                            |                                                 | 467                                             | 467                                             |
| 1852 | 1852                                            |                                                 | 482                                             | 482                                             |
| 1858 | 1858                                            |                                                 | 411                                             | 411                                             |
| 1864 | 1864                                            |                                                 | 368                                             | 368                                             |
| 1871 | 1871                                            |                                                 | 349                                             | 349                                             |
| 1875 | 1875                                            |                                                 | 364                                             | 364                                             |
| 1885 | 1885                                            |                                                 | 307                                             | 307                                             |
| 1895 | 1895                                            |                                                 | 363                                             | 363                                             |
| 1905 | 1905                                            |                                                 | 381                                             | 381                                             |
| 1910 | 1910                                            |                                                 | 367                                             | 367                                             |
| 1925 | 1925                                            |                                                 | 266                                             | 266                                             |
| 1939 | 1939                                            |                                                 | 249                                             | 249                                             |
| 1946 | 1946                                            |                                                 | 339                                             | 339                                             |
| 1950 | 1950                                            |                                                 | 283                                             | 283                                             |
| 1956 | 1956                                            |                                                 | 257                                             | 257                                             |
| 1961 | 1961                                            |                                                 | 256                                             | 256                                             |
| 1967 | 1967                                            |                                                 | 259                                             | 259                                             |
| 1970 | 1970                                            |                                                 | 246                                             | 246                                             |
| 1980 | 1980                                            |                                                 | ?                                               | ?                                               |
| 1990 | 1990                                            |                                                 | ?                                               | ?                                               |
| 2000 | 2000                                            |                                                 | ?                                               | ?                                               |
| 2004 | 2004                                            |                                                 | 260                                             | 260                                             |
| 2010 | 2010                                            |                                                 | 235                                             | 235                                             |
| 2011 | 2011                                            |                                                 | 207                                             | 207                                             |
| 2015 | 2015                                            |                                                 | 203                                             | 203                                             |
| 2020 | 2020                                            |                                                 | 198                                             | 198                                             |
| Datenquelle: Historisches Gemeindeverzeichnis für Hessen: Die Bevölkerung der Gemeinden 1834 bis 1967. Wiesbaden: Hessisches Statistisches Landesamt, 1968. Weitere Quellen: LAGIS; Einwohnerzahlen nach 2000:; Zensus 2011 |                                                 |                                                 |                                                 |                                                 |

### Historische Religionszugehörigkeit
| • 1829: | 445 evangelische (= 100 %) Einwohner                               |
| • 1961: | 214 evangelische (= 83,59 %), 42 katholische (= 16,41 %) Einwohner |

### Politik
Für Sichenhausen besteht ein Ortsbezirk (Gebiete der ehemaligen Gemeinde Sichenhausen) mit Ortsbeirat und Ortsvorsteher nach der Hessischen Gemeindeordnung.
Der Ortsbeirat besteht aus neun Mitgliedern. 
Bei den Kommunalwahlen in Hessen 2021 betrug die Wahlbeteiligung 64,57 %. Alle Kandidaten gehören der „Bürgerliste Sichenhausen“ an. Der Ortsbeirat wählte Martin Grundl zum Ortsvorsteher.

## Kultur
In der Liste der Kulturdenkmäler in Schotten sind für Sichenhausen neun einzelne unter Denkmalschutz stehende Kulturdenkmäler aufgeführt.

### Museum
Im Ort gibt es ein Spielzeug-Museum, in dem man auch mit den teilweise über hundert Jahre alten Exponaten spielen darf. Die Nickelsmühle, die in der Mitte des 17. Jahrhunderts errichtet wurde, dient als Museumsgebäude.

### Bobby-Car Weltrekorde
Am 28. Mai 2022 stellte Marcel Paul aus Gedern in Sichenhausen zwei neue Weltrekorde auf. Auf der Landesstraße L 3338 zwischen Herchenhain und Sichenhausen erzielte er die höchste jemals gemessene Geschwindigkeit auf einem modifizierten und einem serienmäßigen Bobby-Car. Die Geschwindigkeit betrug mit dem modifizierten Bobby-Car 130,72 km/h und mit dem serienmäßigen Bobby-Car 106,01 km/h. Medial begleitet wurden die Rekordfahrten vom Rekord-Institut für Deutschland und einem Kamerateam des TV-Senders Kabel 1.

### Persönlichkeiten, in Sichenhausen geboren
Johann Heinrich Haas (* 31. Mai 1758; † 8. August 1810 in Wiesbaden) war Kartograph und Soldat in der Landgrafschaft und dem späteren Großherzogtum Hessen. Er brachte es aufgrund seiner herausragenden kartographischen Arbeiten bis zum Oberstleutnant.

### Vereine
- Freiwillige Feuerwehr Sichenhausen
- Landfrauen Sichenhausen
- Naturfreunde Sichenhausen
- Dorf-Förderverein e.V.
- Karnevalsverein „Sichenhäuser Nidder-Narren“

Im Laufe der 2010er-Jahre hat sich Sichenhausen zu einer Karnevalshochburg entwickelt. Die jährlich stattfindenden Fremdensitzungen sind weit über die Großgemeinde hinaus bekannt und beliebt. In der Fastnachtskampagne 2016/17 stellten die Sichenhäuser Nidder-Narren das erste Prinzenpaar der gesamten Schottener Großgemeinde. Seit dieser Kampagne gibt es jedes Jahr ein Prinzenpaar, das den Verein und das Dorf in ganz Oberhessen und sogar darüber hinaus vertritt und repräsentiert. Zahlreiche Akteure der Sichenhäuser Nidder-Narren sind auch im Umland regelmäßig auf Sitzungen und Veranstaltungen anderer Vereine aktiv. In der Session 2019/2020 gelang es den Sichenhäuser Nidder-Narren, für ihre Veranstaltungen mehr Karten zu verkaufen als Sichenhausen Einwohner hat.

## Wirtschaft und Infrastruktur
Es gibt einen Spenglereibedarfhandel, einen Getränkehändler, einen Schreinermeister, mehrere Forstbetriebe, einen Caterer und ein Autohaus.